# Censo paraguayo de 2002
El Censo paraguayo del 2002 fue el 6.º censo de población oficial de Paraguay realizado por la Dirección General de Estadísticas, Encuestas y Censos (DGEEC). Se efectuó el 28 de agosto de 2002 y tuvo un día de duración, por lo que dicha encuesta fue denominada de hecho, ya que se obtuvieron datos de las personas presentes en la vivienda en el momento del censo, incluyendo las que no residían habitualmente en ese hogar pero que habían pasado la noche allí.
Aunque el trabajo se realizó técnicamente en un día en las zonas urbanas, en las áreas rurales la labor se extendió por 15 días, según los antecedentes.

## Resultados por departamentos
| Rango | Departamento               | Población |
| ----- | -------------------------- | --------- |
| 1     | Central                    | 1.362.893 |
| 2     | Alto Paraná                | 558.672   |
| 3     | Distrito Capital: Asunción | 512.112   |
| 4     | Itapúa                     | 453.692   |
| 5     | Caaguazú                   | 435.357   |
| 6     | San Pedro                  | 318.698   |
| 7     | Cordillera                 | 233.854   |
| 8     | Paraguarí                  | 221.932   |
| 9     | Concepción                 | 179.450   |
| 10    | Guairá                     | 178.650   |
| 11    | Canindeyú                  | 140.137   |
| 12    | Caazapá                    | 139.517   |
| 13    | Amambay                    | 114.917   |
| 14    | Misiones                   | 101.783   |
| 15    | Presidente Hayes           | 82.493    |
| 16    | Ñeembucú                   | 76.348    |
| 17    | Boquerón                   | 41.106    |
| 18    | Alto Paraguay              | 11.587    |
|       | Paraguay                   | 5.163.198 |

### Datos Adicionales
- Varones: 2.603.242 - 50,4%
- Mujeres: 2.559.956 - 49,6%

- Urbana: 2.928.437 - 56,7%
- Rural: 2.234.761 - 43,3%

### Ciudades más pobladas
- Asunción: 512.112
- Ciudad del Este: 222.274
- San Lorenzo: 204.356
- Luque: 185.127
- Capiatá: 154.274
- Lambaré: 119.795
- Fernando de la Mora: 113.560
- Caaguazú: 98.136
- Encarnación: 93.437
- Pedro Juan Caballero: 88.189
- Coronel Oviedo: 84.103

### Idiomas más hablados en el hogar
- Guaraní 59% (27% monolingüe)
- Español 36% (8% monolingüe)
- Otros 5%

| Predecesor: 1992 | Censo paraguayo 2002 | Sucesor: 2012 |